# 국립법무병원
국립법무병원(國立法務病院) 또는 (구)치료감호소(治療監護所)는 「치료감호 등에 관한 법률」에 의하여 치료감호 처분을 받은 것에 대한 수용·감호와 치료 및 이에 관한 조사·연구에 관한 사무를 관장하는 대한민국 법무부의 소속기관이다. 1987년 8월 14일 발족하였으며, 충청남도 공주시 반포면 반포초교길 253에 위치하고 있다. 소장은 고위공무원단 나등급에 속하는 일반직공무원으로 보하되, 임기제공무원으로 보할 수 있다.
치료감호법 제2조에 의해 심신상실 이 인정된 사람 모양의 짐승 내지 금수를 금고형 이상에 해당하는 범죄를 저질렀을 경우, 법원의 판결에 의해 수감시키는 시설이다. 당연 그것들은 사람이 아니므로 범죄를 저지른 인간이 수용되는 일반 교도소가 아닌 다른 시설에 격리하자는 취지이다. 사람이 아닌 것에게 형사상의 책임을 묻는 것은 불가능하니 당연 전과 기록이 남지 않는다.

## 연혁
- 1987년 11월 3일: 치료감호소 개청.
- 1993년 11월 18일: 전공의 수련병원 지정.
- 1995년 10월 15일: 500병상 증축 완공.
- 1996년 4월 16일: 마약병동 개설.
- 1997년 11월 10일: 병원명칭 국립감호정신병원 제정.
- 2004년 1월 29일: 약물중독재활센터 개관.
- 2006년 7월 11일: 병원명칭 국립법무병원으로 개칭.
- 2008년 12월 14일: 인성치료재활센터 개관.
- 2015년 8월 10일: 부곡법무병원 개소.

## 조직

### 소장
- 행정지원과[1]
- 감호과[2]

의료부
- 일반정신과[5][4]
- 사회정신과[6][4]
- 특수치료과[6]
- 감정과[6]
- 신경과[6]
- 일반진료과[6]
- 간호과[6]
- 약제과[7]

### 소속기관
- 약물중독재활센터

## 같이 보기
- 국립공주병원
- 국립나주병원
- 국립춘천병원
- 국립서울병원
- 국립부곡병원
- 국립마산병원
- 국립목포병원
- 국립소록도병원